# Estlands flag
Estlands flag er en trikolore med farverne blå, sort og hvid, hvilket afspejles i flagets estiske navn: sinimustvalge ("blå-sort-hvid"). 

## Historie
Den 29. september 1881 udpegede studenterforeningen "Vironia" på sit stiftende møde på forslag fra Aleksander Mõtus i Tartu foreningens tre symbolfarver:
- blå – afspejlende den estiske himmel, estiske søer og havet, sandhedens og folkelig ides trofastheds symbol;
- sort – hjemlandets jord og den mandlige folkedragts (frakkes) farve;
- hvid – folkets stræben mod lykken og lyset.

Da studenterforeningen ikke fik tilladelse til at starte sin virksomhed, overdroges farverne "til opbevaring hos" Den Estiske Studenterforening (estisk: Eesti Üliõpilaste Selts, forkortet EÜS). Den 26. marts 1884 i henhold til den Julianske kalender (7. april i henhold til den Gregorianske kalender) udfærdigedes under Karl August Hermanns hustru Paulas ledelse og Miina Hermann (Miina Härma) samt Põltsamaa sogns skolelærer Gustav Beermanns datter Emilie Beermanns medvirken EÜS-s flag. Gustav Beermann sammentømrede en flagstang, og hans søn Christoph Beermann bragte flaget til Tartu. Dette flag af silke, der siden er bevaret som et folkeligt relikvie, anses for det estiske flags "moderflag". 
- Den 4. juni 1884 indviedes (velsignedes) flaget i Otepää kirkesal af præsten Rudolf Kallas. Heinrich Rosenthal sagde ved denne lejlighed: "Om så Estland er fyldt af djævle, vores flag vinder de ikke"[1].
- Den 1. november 1905 foredroges EÜS-s flag første gang offentligt ved en demonstration i Tartu.
- Den 24. februar 1918 blev estiske flag anvendt ved udråbelsen af Den Estiske Republik.
- Den 12. november eller 12. december 1918 blev det estiske flag første gang hejst i tårnet Pikk Hermann i Tallinn. Flaghejsere var Kaarel Uusma, Oskar Siiak og Karl Kriisk.
- Den 21. november 1918 udnævnte den midlertidige regering (estisk: Ajutine Valitsus) det blå-sort-hvide flag til Estlands nationale flag.
- Den 27. juni 1922 vedtog parlamentet (Riigikogu) loven om det estiske nationalflag (estisk: Riigilipu seadus), der endegyldigt fastlagde det blå-sort-hvide flags status som Estlands nationale flag.
- Den 4. juni 1934 markeredes over hele Estland flagets 50-årsdag. Efter festlighederne overdrog EÜS det historiske flag til det estiske folkemuseum (estisk: Eesti Rahva Muuseum).
- Ved sovjetbesættelsen den 21. juni 1940 nedtoges det estiske nationalflag fra tårnet Pikk Hermann.
- Den 22. juni blev det genopsat men ved siden af et rødt flag.
- Den 27. juli eller 6. august 1940 forsvandt flaget atter fra Pikk Hermann.
- Medlemmer af EÜS bragte det historiske flag i sikkerhed fra de sovjetiske myndigheder på gården Lääne-Mard ved Vaimastvere.
- Den 28. august 1941 hejste den 16-årige Fred Ise flaget i toppen af Pikk Hermann.
- 1941–1944 anerkendte den tyske besættelsesmagt flaget som folke-, men ikke som statsflag.
- Den 21. september 1944, da tyskerne forlod Estland, hejstes flaget atter i Pikk Hermann, men 22. september 1944, da Den røde Hær trængte ind i Tallinn, blev det atter erstattet af et rødt flag.
- Den 21. oktober 1987 blafrede for første gang i det sovjetbesatte Estland i Võru det estiske flag uden, at det lykkedes besættelsesmagten at fjerne det. Henved 1000 indbyggere fra Võru-området drog til Võru bymidte med et krav om, at Ain Saar og hans hustru skulle befries.
- Den 24. december 1987 blafrede flaget atter i Võru ved en af "Den Frie Uafhængige Ungdomskolonne Nr. 1" (estisk: Vaba-Sõltumatu Noorte Kolonn Nr. 1) arrangeret mindehøjtidelighed for Lydia Koidula. Flaget blev stjålet af KGB-agenter.
- I april 1988 anvendtes ved Fredningsdagene i Tartu (estisk: Tartu muinsuskaitsepäevad) åbent de estiske nationale farver, dog hver farve på hver sin flagstang.
- Den 14. maj 1988 under en koncert på Tähtvere sagertribune (estisk: Tähtvere lauluväljakul) hørte titusinder af deltager de nationale sange komponeret og skrevet af Alo Mattiisen og Jüri Leesment og studerende fra første år ved "Det Estiske Landbrugsakademi" (estisk: Eesti Põllumajanduse Akadeemia) viftede på scenen med et stort blåt-sort-hvidt flag.
- Den 2. juni 1988 vedtog "Estlands Fredningsforenings Bestyrelse" (estisk: Eesti Muinsuskaitse Selts Volikogu) en deklaration om "Estlands nationalfarver og nationalflag" (estisk: "Eesti rahvusvärvidest ja eesti rahvuslipust"), hvorefter de estiske nationalsymboler fremover skulle agtes.
- Den 4. juni 1988 begyndte "Tallins Gamleby-dage" (estisk: Tallinna Vanalinna päevad), ved hvilke afholdtes natlige sangerkoncenter med blå-sort-hvide flag.
- Den 15. juli 1988 hejste Vaba-Sõltumatu Noorte Kolonn Nr.1 i tårnet på Suure Munamägi nationalflaget, der siden har flagret der.
- Den 23. juni 1988 godkendte Estiske SSSRs Overråds Præsidium (estisk: ENSV Ülemnõukogu Presiidium) bestemmelse om "Statslige og nationale symboler i Estiske SSR", hvorved blå, sort og hvid anerkendtes som estiske nationalfarver.
- Den 20. oktober 1988 vedtoges det blå-sort-hvide flag som nationalflag.
- Den 24. februar 1989 blev flaget hejst i Pikk Hermann-tårnet som nationalsymbol.
- Den 8. maj 1990 vedtog Eesti NSV Ülemnõukogu loven om Estiske nationalsymboler, hvorved fastlagdes blå, sort og hvid som estiske nationalfarver. Flagets udformning fastlægges ved lov.
- Den 7. august 1990 vedtog Eesti Vabariigi Ülemnõukogu lov om nationalflag og rigsvåben (estisk: "Riigilipu ja riigivapi kohta"), hvorved besluttedes at som nationalflag tage i brug det indtil august 1940 gældende nationalflag.
- Pärast Eesti iseseisvuse taastamist 1991 tõi perekond Kork ajaloolise lipu peidupaigast välja ning andis selle 1992. aasta algul üle EÜS-ile. Pärast lipu korrastamist restauraatorite poolt andsid üliõpilased selle taas hoiule Eesti Rahva Muuseumi. Otepää kiriku seinal avati vahepeal varjul olnud bareljeefid.
- Den 7. juli 1992 vedtog Riigikogu loven om nationalflag og rigsvåben.
- Den 11. juni 1993 fastlagde regeringen ved cirkulære (estisk: määrus) nr. regler for brug af nationalflaget. Cirkulæret er senere ændret 7. april 1994, 10. oktober 1996 og 11. august 1998.
- Den 4. juni 1994 blev i anledning af jubilæet for flagets indvielse udråbt til flagdag.
- Den 2. februar 2004 udråbte præsident Arnold Rüütel flagåret.
- Den 14. april 2004 fastlagde Riigikogu 4. juni som det estiske flags dag.
- Den 31. maj 2004 udgav Estlands Nationalbank (Eesti Pank) i anledning af flagets 120-årsdag en 10-krones erindringsmønt udformet af kunstneren Tiit Jürna. På møntens forside ses det estiske rigsvåben, på bagsiden det estiske flag. Mønten er af rent sølv og vejer 28,28 gram.
- Den 23. marts 2005 vedtog Riigikogu ændringer i flagloven gældende fra 1. januar 2006. Herefter er de flagpligtige dage for private selvstændighedsdagen, sejrsdagen og årsdagen for selvstændighedens genvindelse. Siden 1. september 2005 flager skoler i undervisningstiden.
- Den 5. april godkendte præsidenten ved resolution nr. 805 flagloven i dennes nye udgave.

I Otepää findes et museum for det estiske flag.

## Flagning
Enhver i Estland boende har ret at hejse og bruge det estiske flag i henhold til den estiske flaglov (estisk: Eesti lipu seadus) og god opførsel. På den estiske selvstændighedsdag, i anledning af sejren ved Võnnu samt på dagen for den estiske selvstændigheds genindtræden efter sovjetstyret rejses det estiske flag på alle boliger, virksomheder og andre forretningsejendomme. 
Estiske flagdage er:
- 3. januar – mindedagen for frihedskrigens ofre (estisk: Vabadussõjas võidelnute mälestuspäev),
- 2. februar – årsdagen for freden i Tartu (estisk: Tartu rahulepingu aastapäev)
- 24. februar – Estlands (eller Den Estiske Republiks) selvstændighedsdag (estisk: Eesti iseseisvuspäev, Eesti Vabariigi aastapäev),
- 14. marts – modersmålsdag (estisk: emakeelepäev),
- anden søndag i maj – mors dag (estisk: emadepäev),
- 9. maj – Europadag (estisk: Euroopa päev),
- 4. juni – Det estiske flags dag (estisk: Eesti lipu päev), markeres siden 2004,
- 14. juni – sørgedag (estisk: leinapäev) (flaget hejses med sorte sørgebånd),
- 23. juni – sejrsdag (estisk: võidupüha) i anledning af sejren ved Võnnu,
- 24. juni – Sankt Hans dag (estisk: jaanipäev),
- 20. august – årsdagen for Estlands genvundne frihed efter sovjetbesættelsen (estisk: taasiseseisvuspäev),
- 1. september – videnskabsdag (estisk: teadmistepäev),
- anden søndag i november – fars dag (estisk: isadepäev),
- på valgdage til det estiske parlament (Riigikogu) eller kommunalbestyrelser, afstemningsdage samt valgdage til det europæiske parlament.

På flagdage hejses det estiske flag på offentlige bygninger samt af offentlige institutioner.
Den estiske regering (estisk: Vabariigi Valitsus) kan beslutte at udpege andre flagdage. Amtmænd kan dekrere at det estiske flag skal hejses bestemte steder og i anledning af bestemte begivenheder (eksempelvis flages der året rundt ved kirken i Tori i Tori sognekommune, Pärnumaa amt, idet kirken er udpeget som mindekirke for alle døde estiske soldater).
Det estiske flag kan hejses ved offentlige begivenheder. Enhver har ret at bruge flaget i anledning af familiære højtider og begivenheder.